# Gerlind Reinshagen
Gerlind Reinshagen (* 4. Mai 1926 in Königsberg, Ostpreußen; † 8. Juni 2019 in Berlin) war eine deutsche Schriftstellerin.

## Leben
Gerlind Reinshagen legte 1944 in Halberstadt ihr Abitur ab und absolvierte anschließend eine Lehre als Apothekenhelferin. Von 1946 bis 1949 studierte sie Pharmazie an der Technischen Hochschule Braunschweig und übte anschließend verschiedene Tätigkeiten in Halle, Kiel, Halberstadt und Braunschweig aus. Von 1953 bis 1956 studierte sie an der Hochschule der Künste in Berlin, wo sie seit 1956 als freie Schriftstellerin lebte.
Gerlind Reinshagen begann ihre schriftstellerische Laufbahn mit dem Verfassen von Kinderbüchern und Hörspielen. Seit 1968 trat sie mit einer Reihe von gesellschaftskritischen Theaterstücken hervor, die von Regisseuren wie Claus Peymann
inszeniert wurden. Seit 1981 veröffentlichte Reinshagen auch wieder erzählende Prosa.  
Gerlind Reinshagen war Mitglied des 
Verbands Deutscher Schriftsteller, des PEN-Zentrums Deutschland und der Deutschen Akademie der Darstellenden Künste in Frankfurt am Main. Sie erhielt 1974 die Fördergabe des Schiller-Gedächtnispreises des Landes Baden-Württemberg, 1977 den Mülheimer Dramatikerpreis, 1982 die Ehrengabe des 
Andreas-Gryphius-Preises, 1988 die Roswitha-Medaille der Stadt 
Bad Gandersheim, 1993 den Ludwig-Mülheims-Preis für Religiöse Dramatik, 1999 den
Niedersachsenpreis sowie 2008 den Deutschen Kritikerpreis.
Im Juni 2019 starb sie im Alter von 93 Jahren.

## Werke

### Verschiedenes
- Was alles so vom Himmel fällt (Jugendbuch. Boje, Stuttgart 1954)
- Kaugummi ade! (Jugendbuch. Erika Klopp, Berlin 1957)
- Zimperello oder Die Geschichte von Tin (Jugendbuch. Hessling, Berlin 1965 / mit Illustrationen von Ingrid Jörg)
- Rovinato oder Die Seele des Geschäfts (Roman. Suhrkamp, Frankfurt am Main 1981) ISBN 978-3-518-04032-4
- Die flüchtige Braut (Roman. Suhrkamp, Frankfurt am Main 1984) ISBN 978-3-518-04704-0
- Zwölf Nächte (Erzählungen und Gedichte. Suhrkamp, Frankfurt am Main 1989) ISBN 978-3-518-40191-0
- Jäger am Rand der Nacht (Roman. Suhrkamp, Frankfurt am Main 1993) ISBN 978-3-518-40515-4
- Am großen Stern (Roman. Suhrkamp, Frankfurt am Main 1996) ISBN 978-3-518-40802-5
- Göttergeschichte (Roman. Suhrkamp, Frankfurt am Main 2000) ISBN 978-3-518-41125-4
- Vom Feuer (Roman. Suhrkamp, Frankfurt am Main 2006) ISBN 978-3-518-41742-3
- Nachts (Roman. Suhrkamp, Berlin 2011) ISBN 978-3-518-42247-2
- Atem anhalten (Gedichte. Suhrkamp, Berlin 2018) ISBN 978-3-518-42799-6[3]

### Hörspiele
- Das Milchgericht (1968)
- Die Feuerblume (Ursendung: 1. Januar 1987, Sender Freies Berlin, Regie: Ulrich Heising)
- Tod den Geschichten (Ursendung: 19. Dezember 1993, Südwestfunk, Regie: Hans Gerd Krogmann)
- Joint Venture (Ursendung: 1. Januar 2005, Westdeutscher Rundfunk, Regie: Annette Kurth)
- Die Frau und die Stadt (Ursendung: 1. Januar 2010, Hessischer Rundfunk, Regie: Andrea Getto)

### Bühnenstücke
- Doppelkopf (UA: 24. Februar 1968, Theater am Turm, Frankfurt am Main, Regie: Claus Peymann)
- Leben und Tod der Marilyn Monroe (UA: 21. Januar 1971, Landestheater Darmstadt, Regie: Werner Kreindl)
- Himmel und Erde (UA: 14. September 1974, Staatstheater Stuttgart, Regie: Claus Peymann)
- Sonntagskinder (UA: 29. Mai 1976, Staatstheater Stuttgart, Regie: Alfred Kirchner)
- Das Frühlingsfest (UA: 9. Mai 1980 Schauspielhaus Bochum, Regie: Claus Peymann)
- Eisenherz (UA: 14. November 1982, Schauspielhaus Bochum, Regie: Andrea Breth; und Schauspielhaus Zürich, Regie: Holger Berg)
- Die Clownin (UA: 7. Dezember 1986, Düsseldorfer Schauspielhaus, Regie: Ulrich Heising)
- Die Feuerblume (UA: 1. Oktober 1988, Bremer Theater, Regie: Günter Krämer und Werner Schroeter)
- Tanz, Marie! (UA: 2. Dezember 1989, Staatstheater Darmstadt, Regie: Lore Stefanek)
- Die fremde Tochter (UA: 16. Juli 1993, Theater Basel, Regie: Christof Nel)
- Die grüne Tür (UA: 11. Februar 1999, Staatsschauspiel Dresden)
- Die Frau und die Stadt – Eine Nacht im Leben der Gertrud Kolmar (UA: 16. Juni 2015, Théatres de la ville / Théatre des Capucins Luxemburg, Regie: bbt bewegtbildtheater / Johannes Conen und Martina Roth)
- Drei Wünsche frei (noch nicht aufgeführt)
- Die Fernfrau (noch nicht aufgeführt)
- Göttergeschichte (noch nicht aufgeführt)
- Joint Venture – kleine Studie über die Impotenz (noch nicht aufgeführt)
- Kann das Theater noch aus seiner Rolle fallen? oder: Die halbwegs emanzipierte Mariann (noch nicht aufgeführt)